# مشكلة في نادي الفن
مشكلة في نادي الفن! (باليابانية: この美術部には問題がある!، بالروماجي: Kono Bijutsubu ni wa Mondai ga Aru!) هي سلسلة مانغا يابانية من تأليف ورسم إيميغيمورو. نشرت من قبل آسكي ميديا وركس في مجلة دينغيكي ماوه، منذ ديسمبر 2012. أنتجت إلى مسلسل أنمي تلفزيوني من قبل استوديو فيل، عرض في 7 يوليو عام 2016 واستمر عرضه حتى 22 سبتمبر عام 2016، وتكون من 12 حلقة.

## القصة
تدور أحداث القصة عن أعضاء نادي الفن في مدرسة تسوكيموري المتوسطة.

## الشخصيات

### الشخصيات الرئيسية
ميزوكي أوسامي (باليابانية: 宇佐美 みずき، بالروماجي: Usami Mizuki)
أداء صوتي: أري أوزاوا
شوبارو أوشيماكي (باليابانية: 内巻 すばる، بالروماجي: Uchimaki Subaru)
أداء صوتي: يوسكي كوباياشي
كوليت (باليابانية: コレット، بالروماجي: Koretto)
أداء صوتي: سوميري أويساكا
رئيس النادي (باليابانية: 部長، بالروماجي: Buchō)
أداء صوتي: مينتارو توني
ماريا إيماري (باليابانية: 伊万莉まりあ، بالروماجي: Imari Maria)
أداء صوتي: ناو توياما
يوكيكو تاتشيبانا (باليابانية: 立花 夢子، بالروماجي: Tachibana Yumeko)
أداء صوتي: نانا ميزوكي

### شخصيات أخرى
يوكيو كوياما (باليابانية: 小山 幸夫، بالروماجي: Koyama Yukio)
أداء صوتي: هيروهيكو كاكيغاوا
كاوري أياسي (باليابانية: 綾瀬 かおり، بالروماجي: Ayase Kaori)
أداء صوتي: سورا توكوي
ساياكا هوندا (باليابانية: 本多 さやか، بالروماجي: Honda Sayaka)
أداء صوتي: تشياكي شيموغاما
ريوكو كونيغاوا (باليابانية: 国川 涼子، بالروماجي: Kunigawa Ryōko)
أداء صوتي: كانا ماروتسوكا
مويكا (باليابانية: 萌香، بالروماجي: Moeka)
أداء صوتي: أيمي تاناكا
شيزوكا (باليابانية: 静香، بالروماجي: Shizuka)
أداء صوتي: ميكاكو كوماتسو
الشريطة السحرية
أداء صوتي: أياني ساكورا

## وصلات خارجية
- مشكلة في نادي الفن على موقع دينغيكي ماوه باللغة اليابانية
- مشكلة في نادي الفن على موقع تي بي إس باللغة اليابانية
- مشكلة في نادي الفن على موقع ANN manga (الإنجليزية)